# Португальський щиток
Португа́льський щито́к (англ. inescutcheon of Portugal), або португа́льська п'яті́рка (порт. quina de Portugal) — у португальській геральдиці синій щиток із п'ятьма (або більше) срібними безантами, розміщеними навхрест. Одна з геральдичних фігур. Використовується з ХІІІ століття. Срібні безанти уособлюють незалежність Португальської держави, а їх число — рани Ісуса Христа. Щиток часто використовується у групі з п'яти подібних фігур, які утворюють малий герб Португалії. Ця група називається португальськими п'ятірками, або п'ятіркою португальських щитків. За середньовічною легендою, оспіваній в «Лузіадах», національній епопеї Луїша де Камойнша, ця п'ятірка символізує мавританських емірів, яких переміг перший португальський король Афонсу І в битві при Оріке 1139 року.

## Назва
- Португа́льська кі́на (англ. quina of Portugal) — популярна назва фігури, що походить слова «quina» (п'ятірка), яке вказує на кількість безантів (дисків) на щитку.
- Португа́льська п'яті́рка (англ. quina of Portugal) — португальська популярна назва фігури.
- Португа́льські кі́ни (англ. quinas of Portugal) — альтернативна назва групи із 5 щитків.
- Португа́льські п'яті́рки (англ. quinas of Portugal) — назва групи із 5 щитків.
- Португа́льський щито́к (англ. inescutcheon of Portugal) — назва цілої фігури з щитком і безантами.
- П'яті́рка португа́льських щиткі́в (порт. cinco quinas de Portugal) — альтернативна назва групи із 5 щитків.

## Історія
Перше документальне використання португальських щитків датується початком ХІІІ століття, правлінням другого португальського короля Саншу І. Вони зображалися на королівських печатках і монетах як елемент або замінник державного герба.

## Галерея

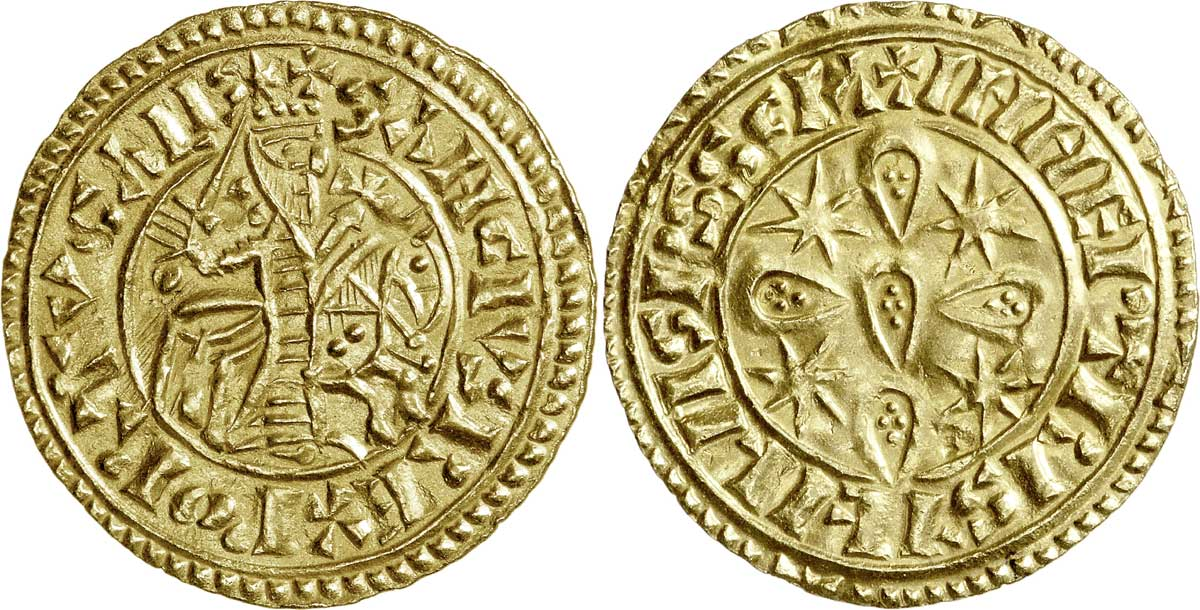
Золотий Саншу І (ХІІІ ст.)
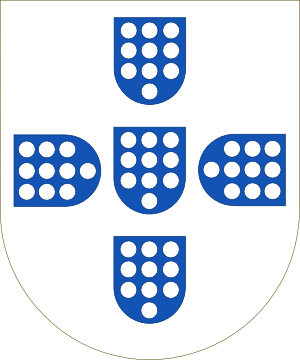
П'ятірка (середньовічна)
П'ятірка (модерна)
П'ятірка (модерна, варіант)
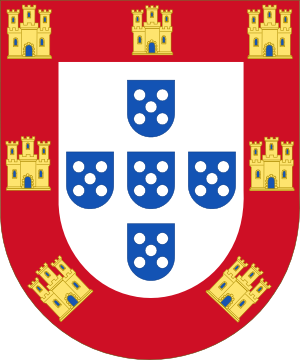
Малий герб Португалії

### Територіальна геральдика

Алмада
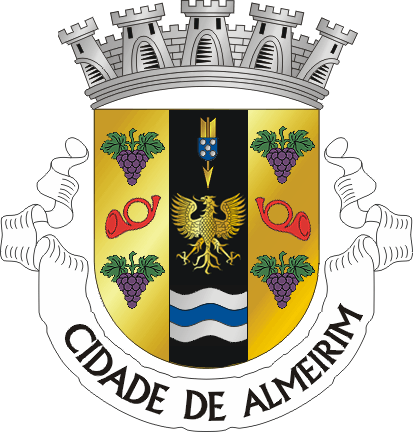
Алмейрін
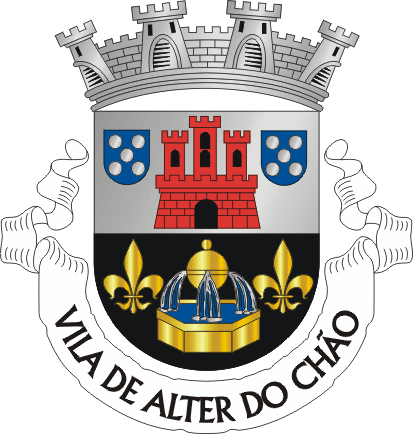
Алтер-ду-Шан
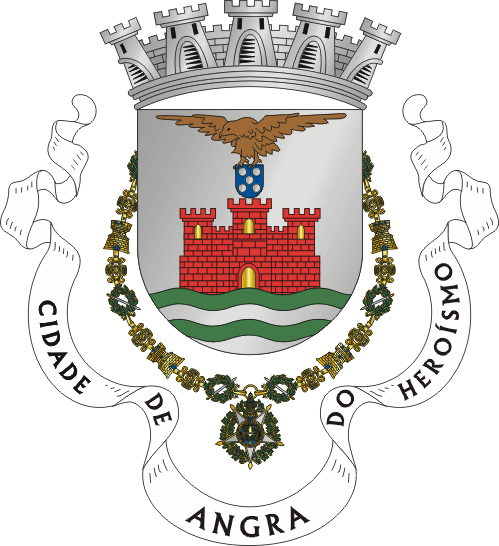
Ангра-ду-Ероїшму
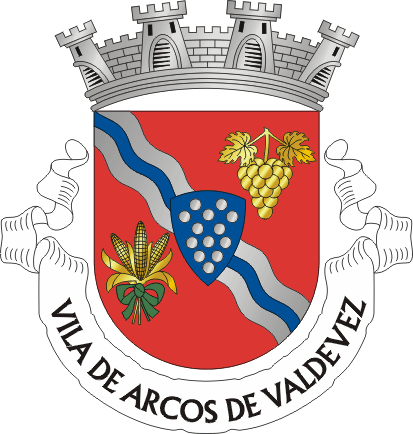
Аркуш-де-Валдевеш
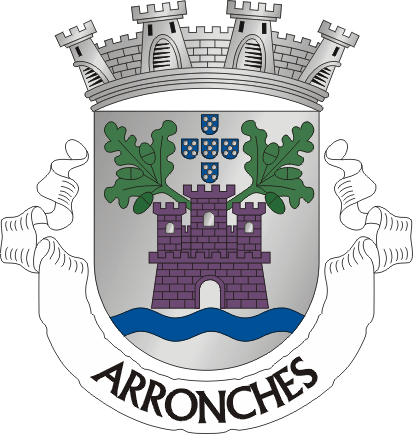
Арроншеш
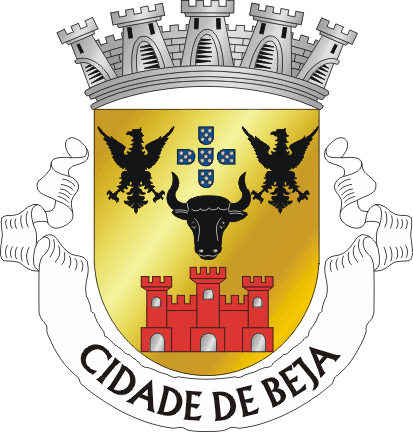
Бежа
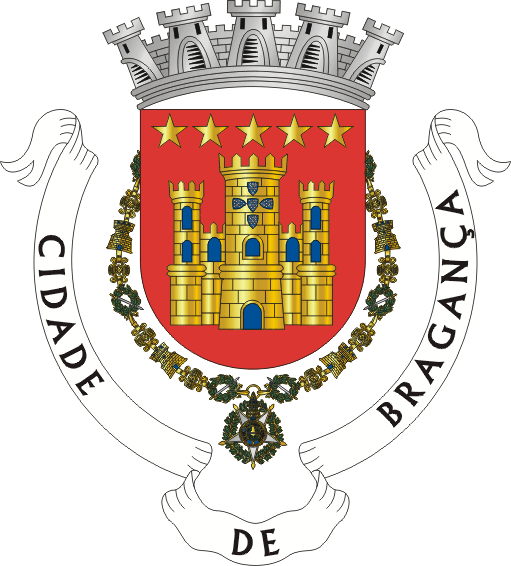
Браганса
Валенса
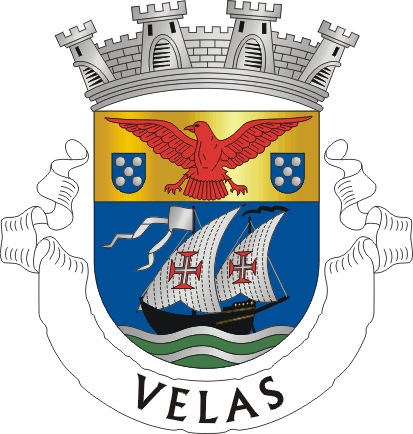
Велаш
Віана-ду-Каштелу
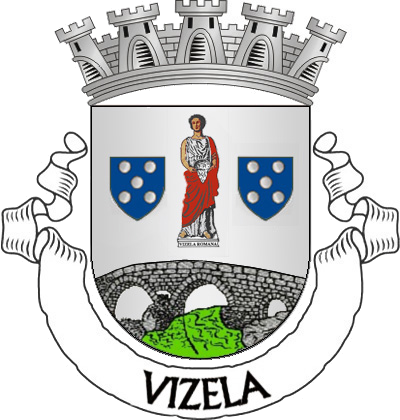
Візела
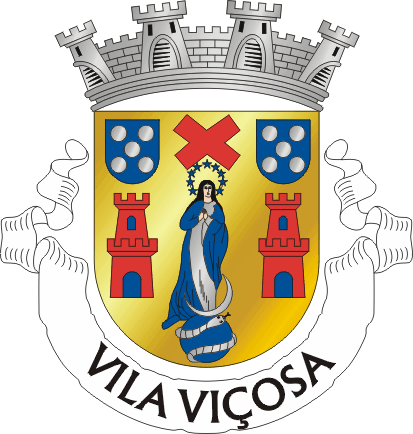
Віла-Вісоза
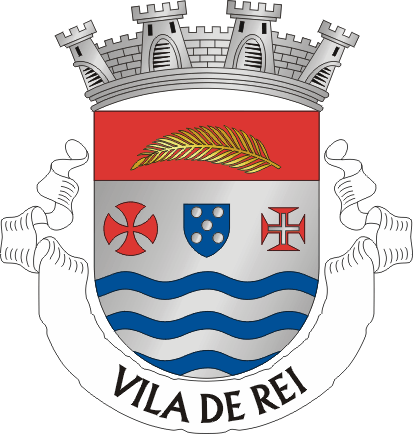
Віла-де-Рей
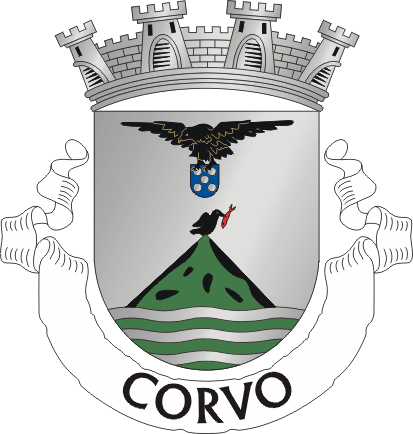
Віла-ду-Корву
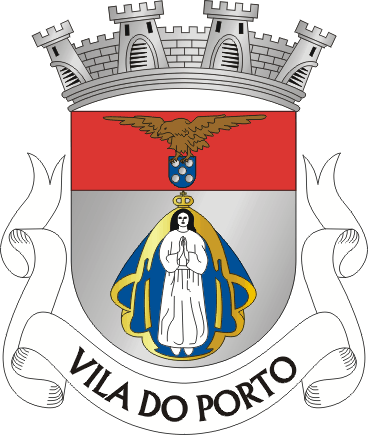
Віла-ду-Порту
Віла-Нова-де-Гайя
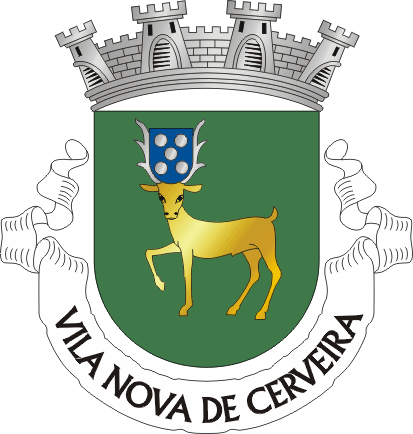
Віла-Нова-де-Сервейра
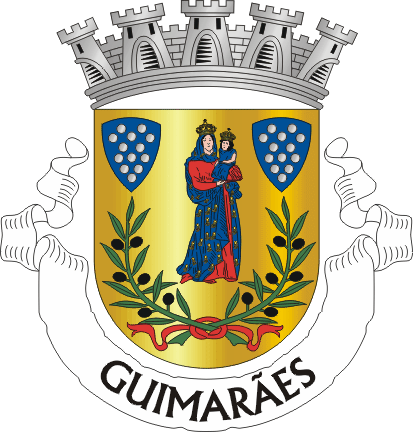
Гімарайнш
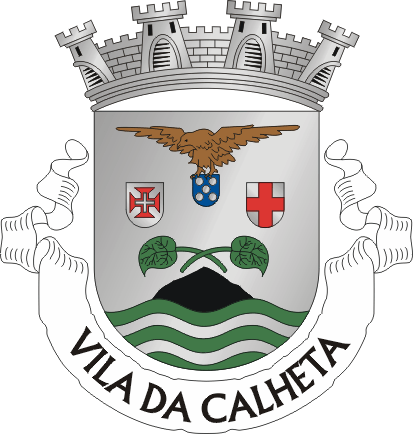
Кальєта (Азори)
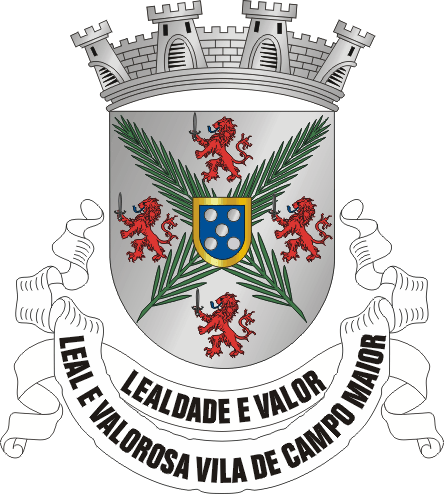
Кампу-Майор
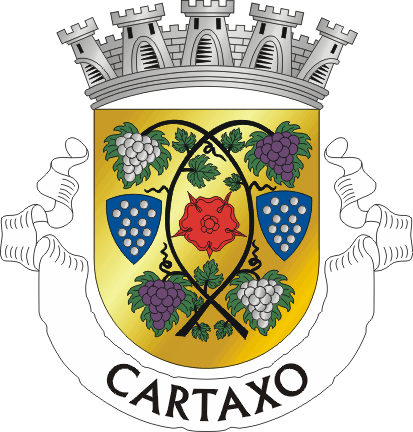
Карташу
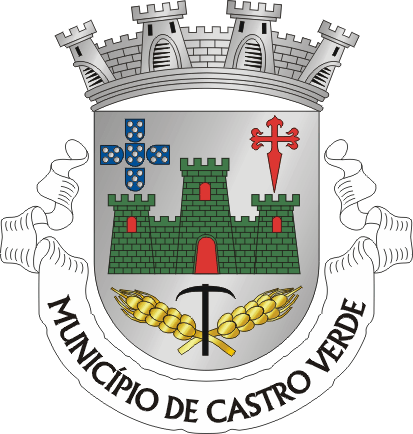
Каштру-Верде
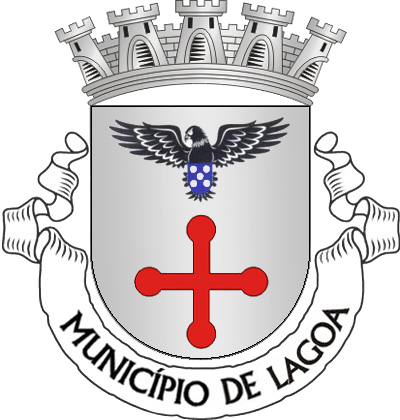
Лагоа (Азори)
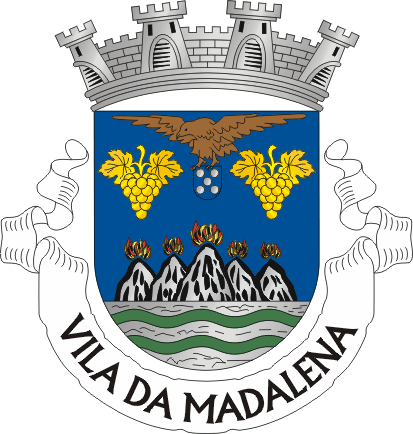
Мадалена
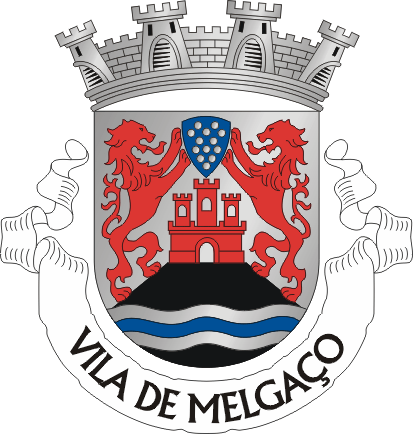
Мелгасу
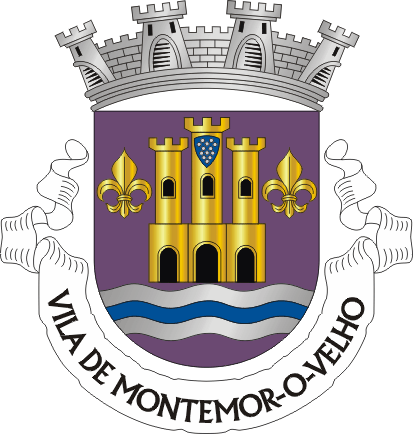
Монтемор-у-Велю
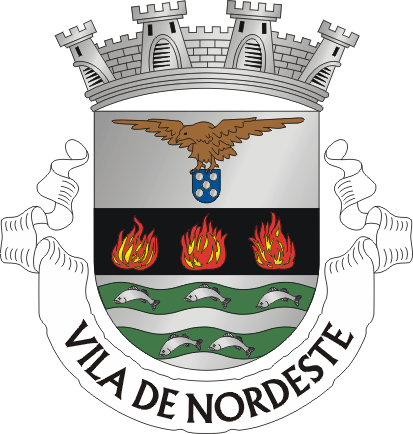
Нордеште
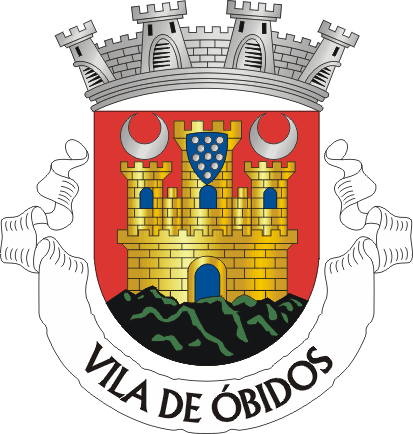
Обідуш
Орта
Палмела
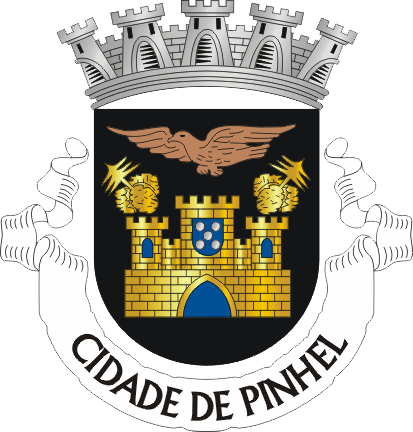
Піньєл
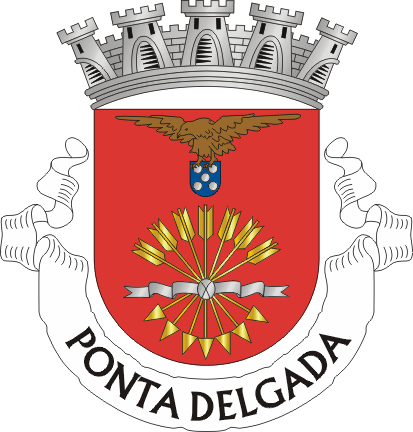
Понта-Делгада
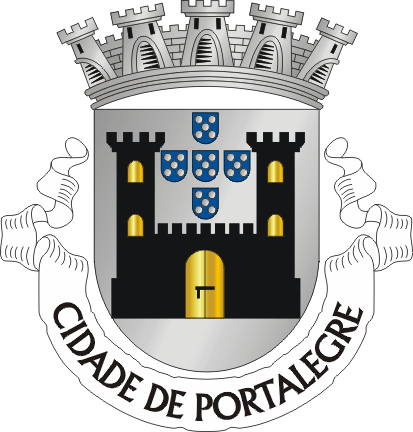
Порталегре
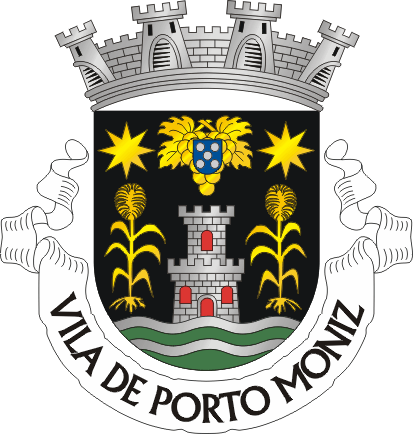
Порту-Моніш
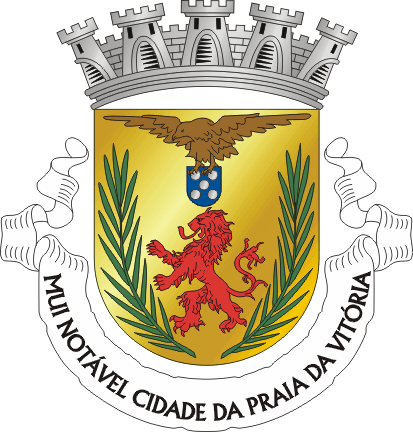
Прая-да-Віторія
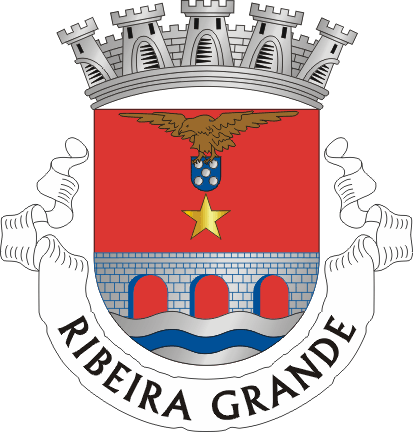
Рібейра-Гранде
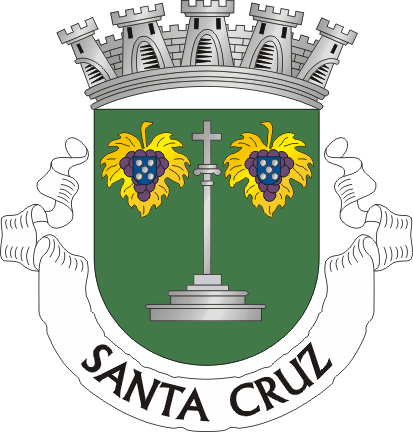
Санта-Круш
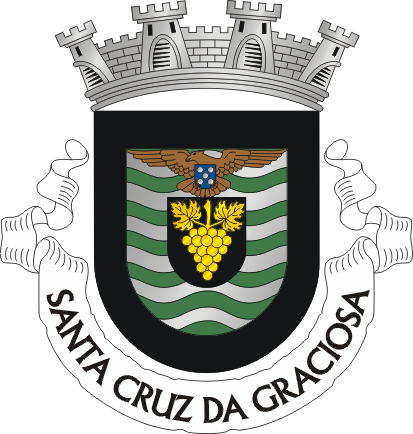
Санта-Круш-да-Грасіоза
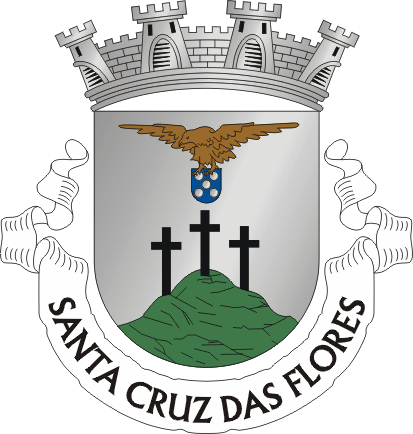
Санта-Круш-даш-Флореш
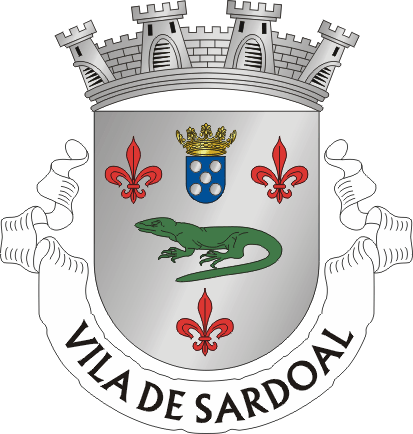
Сардуал
Сінтра
Фару
Фуншал